# Matrimonio all'italiana
Matrimonio all'italiana (em francês:  Mariage à l'italienne) é um filme franco-italiano de 1964, do gênero comédia, dirigido por Vittorio De Sica.
O roteiro é baseado em peça de teatro Filumena Marturano de Eduardo De Filippo.

## Sinopse
Durante a Segunda Grande Guerra, Domenico, um bem-sucedido homem de negócios e com uma grande queda pelas garotas, encontra a jovem e linda Filumena em um bordel. Após a guerra, ele aluga um apartamento para ela e os dois se tornam amantes durante 22 anos. Porém, o que Domenico não sabe, é que Filumena tem três filhos que são criados por babás, e ao mesmo tempo, ele inicia planos para se casar com uma jovem empregada. Fingindo estar à beira da morte, Filumena tenta enganá-lo para que ele se case com ela. Domenico cancela seu casamento e Filumena lhe conta sobre os seus três filhos, dizendo que um deles pertence a Domenico, mas não lhe diz qual.

## Elenco
- Sophia Loren .... Filumena Marturano
- Marcello Mastroianni .... Domenico Soriano
- Aldo Puglisi .... Alfredo
- Tecla Scarano .... Rosalia
- Marilù Tolo .... Diana
- Gianni Ridolfi .... Umberto
- Generoso Cortini .... Michele
- Vito Moricone .... Riccardo
- Rita Piccione .... Teresina
- Lino Mattera
- Alfio Vita
- Alberto Castaldi
- Anna Santoro
- Enza Maggi
- Mara Marilli

## Principais prêmios e indicações
Oscar (EUA)
- Indicado na categoria de melhor atriz em 1965.
- Indicado na categoria de melhor filme estrangeiro em 1966.

Prêmio David di Donatello 1965 (Itália)
- Venceu na categoria de melhor diretor (Vittorio De Sica) e melhor produção (Carlo Ponti).

Globo de Ouro 1965 (EUA)
- Venceu na categoria de melhor filme estrangeiro.
- Indicado nas categorias de melhor ator de cinema - comédia/muiscal (Marcello Mastroianni) e melhor atriz de cinema - comédia/musical (Sophia Loren).